# Anjum
Anjum (Fries, officieel: Eanjum, [’ɪ.əⁿjəm]) is een dorp in de gemeente Noardeast-Fryslân, in de Nederlandse provincie Friesland. Anjum ligt ten noorden van Ee en ten oosten van Morra, niet ver van de Waddenzee en ten westen van het Lauwersmeer en het Nationaal Park Lauwersmeer. Het dorp ligt ten zuidoosten van de N361 van Dokkum naar Lauwersoog. Via de Anjumeropvaart en de Moersloot is Anjum verbonden met de Zuider Ee. Onder het postcodegebied van Anjum vallen de plaatsen Oostmahorn en Ezumazijl en de buurtschappen  Abbewier, Teerd, Stiem en Dijkshorne.
Het dorp is een voorzieningencentrum voor de noordoostelijke hoek waarin het gelegen is. In 2023 telde het dorp 1.160 inwoners. 

## Geschiedenis
Het dorp is ontstaan op een terp die enkele eeuwen voor de christelijke jaartelling werd opgeworpen op een kwelderwal. Het dorp is van een ronde radiale terp uitgegroeid tot een komdorp waarbij de ronde vorm behouden is. Het dorp was voor de opsplitsing de hoofdplaats van de grietenij Dongeradeel. De grietmannen woonden op de Holdingastate, dat een kasteelachtig bouwwerk was maar in 1831 werd gesloopt en vervangen door een boerderij.
Het dorp werd in de 9e eeuw vermeld als Anigheim, In de 13e eeuw vermeld als Anengum, in 1389 als Aynghim, in 1399 als  Anyghim, Aninge en Aninghen, in 1401 als Aenghum, in 1439 als Aenyem, in 1492 als Aenyom, in 17e eeuw als Aengjum, in 1718 als Aenjum en vanaf de 19e eeuw Anjum. De plaatsnaam zou duiden op het feit dat het de woonplaats (heem/um) was van de familie Aninge, afgeleid van de persoonsnaam Ane.
Bij de Allerheiligenvloed van 1570 zouden in het dorp 536 doden zijn gevallen, wat destijds wellicht meer dan de helft van de bevolking was.
Anjum lag tot de gemeentelijke herindeling van 1984 in de toenmalige gemeente Oostdongeradeel. Daarna viel het dorp tot 2019 in de gemeente Dongeradeel, waarna deze opging in de gemeente Noardeast-Fryslân.

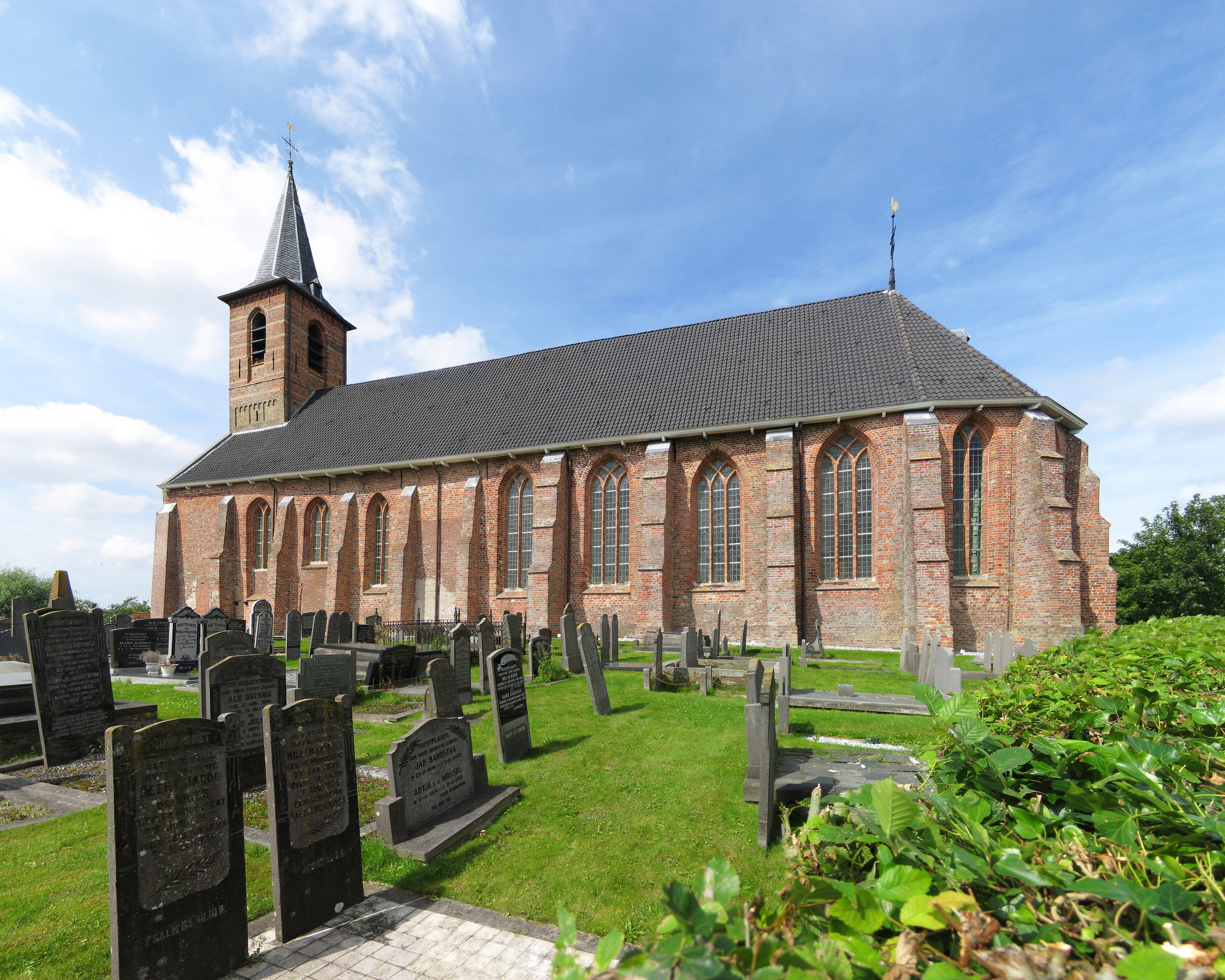
De Michaëlkerk in Anjum (2008)

## Kerk
De kerk van het dorp is de Michaëlkerk. De eenbeukige kerk werd  van tufsteen rond de 11e en 12e eeuw gebouwd. De kerk werd in de 13e eeuw naar het oosten verlengd. In het gereduceerd westwerk bevindt zich een cachot uit de 17e eeuw. In de kerktoren met ingesnoerde spits hangt een klok uit 1618 en deze werd gegoten door de klokkengieter Hans Falck.

## Molen

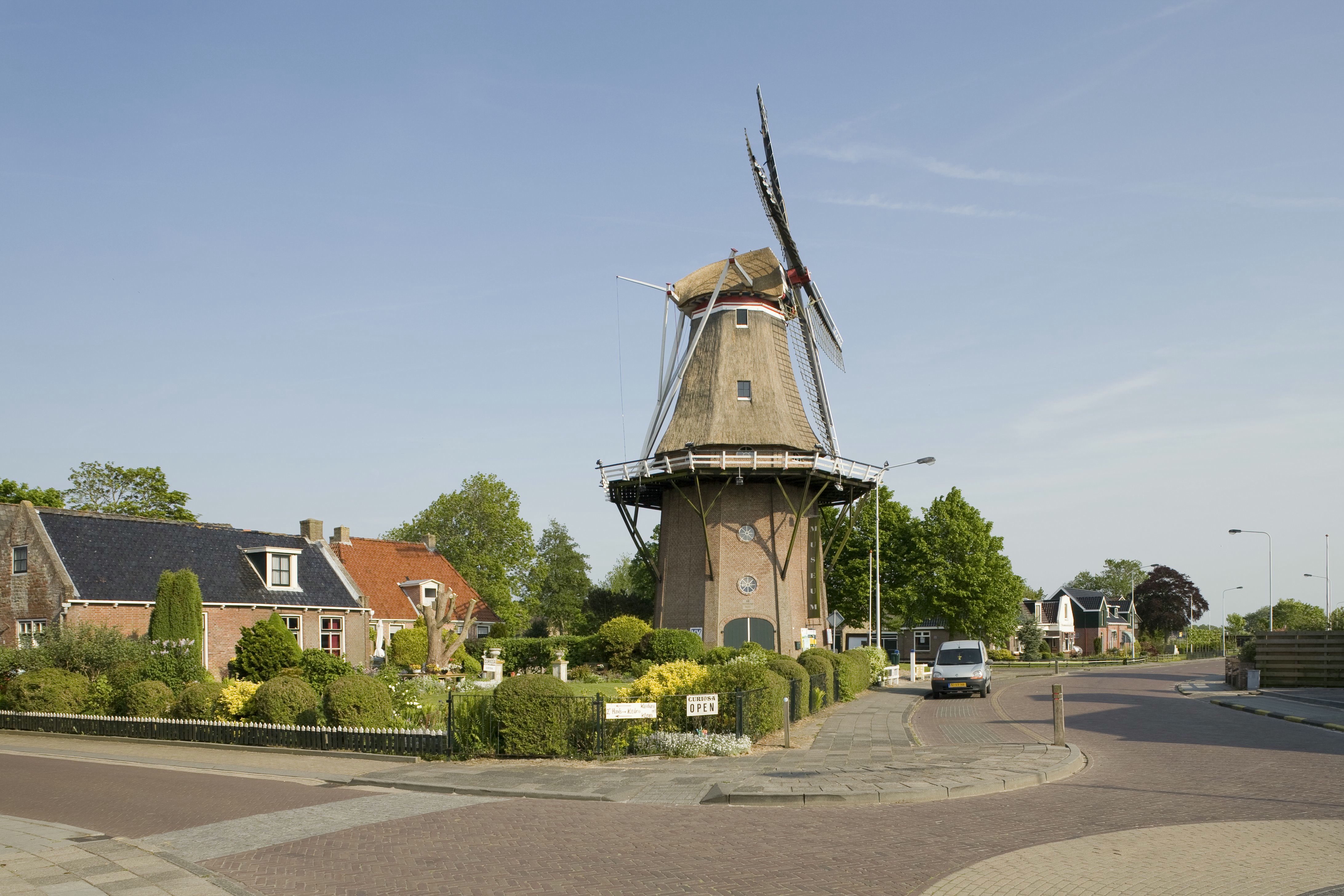
Molen De Eendracht (2007)

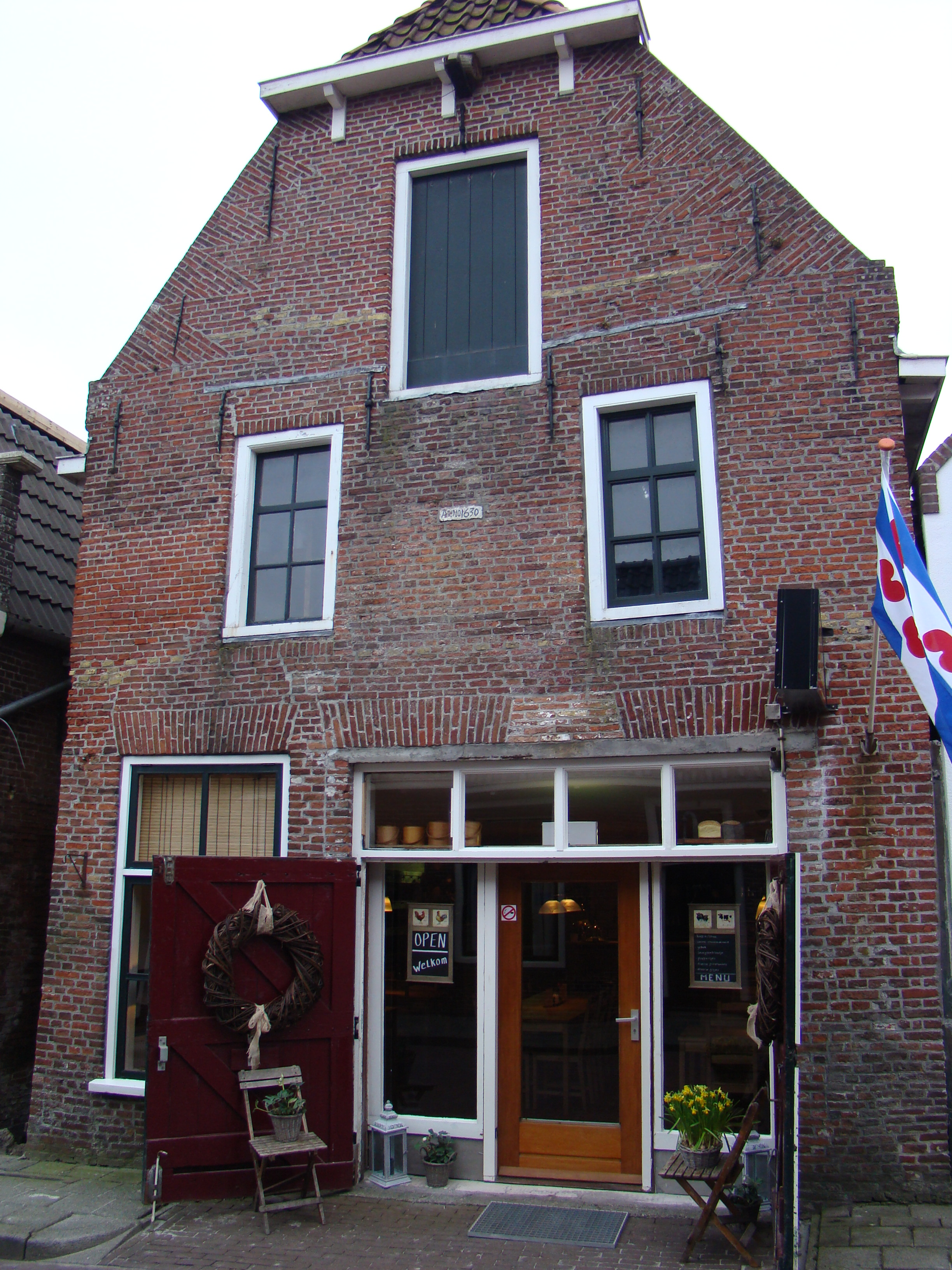
't Pakhús

De De Eendracht in het dorp Anjum zelf is een molen en museum. De stellingmolen uit 1889 is tevens een VVV-kantoor. 
De windmolen was als achtkante bovenkruier in gebruik als koren- en pelmolen. De molen was gebouwd als vervanger een eerdere monnikmolen, die in mei 1889 door een blikseminslag was afgebrand. Bij de opbouw van de nieuwe molen zijn onderdelen hergebruikt van twee gesloopte molens uit Leeuwarden.
In de molen werd naderhand een 40 pk Kromhout gloeikopmotor geplaatst om ook bij windstil weer te kunnen malen. In 1965 werd de molen buiten gebruik gesteld.

## Natuur
In het zuidelijke dorpsgebied van Anjum, aan de andere kant van de Zuider Ee en vlak bij de buurtschap Dijkshorne, ligt het natuurgebied Anjumer Kolken en Van Asperen Eendenkooien. Het gebied is onder meer ontstaan uit twee eendenkooien en is aangemerkt als natuurreservaat, als rustplaats voor vogels. Het gebied is daarom niet vrij toegankelijk.

## Sport
Het dorp kent onder meer de kaatsvereniging Klaas Thomas, de voetbalvereniging VV Anjum, een ijsclub en een biljartclub. Op de eerste zaterdag van het jaar vindt er jaarlijks de Crossloop plaats.

## Cultuur
In maart 2018 werd ter vervanging van het oude dorpshuis de nieuwe multifunctionele accommodatie De Dobbe in gebruik genomen. Het gebouw kwam tot stand met steun van de NAM die een nieuw regiokantoor onder hetzelfde dak kreeg.
Het dorp kent verder de toneelvereniging Foar de fûst wei, de zangkoor de Kolkensjongers en de Christelijke Muziekvereniging Halleluja.

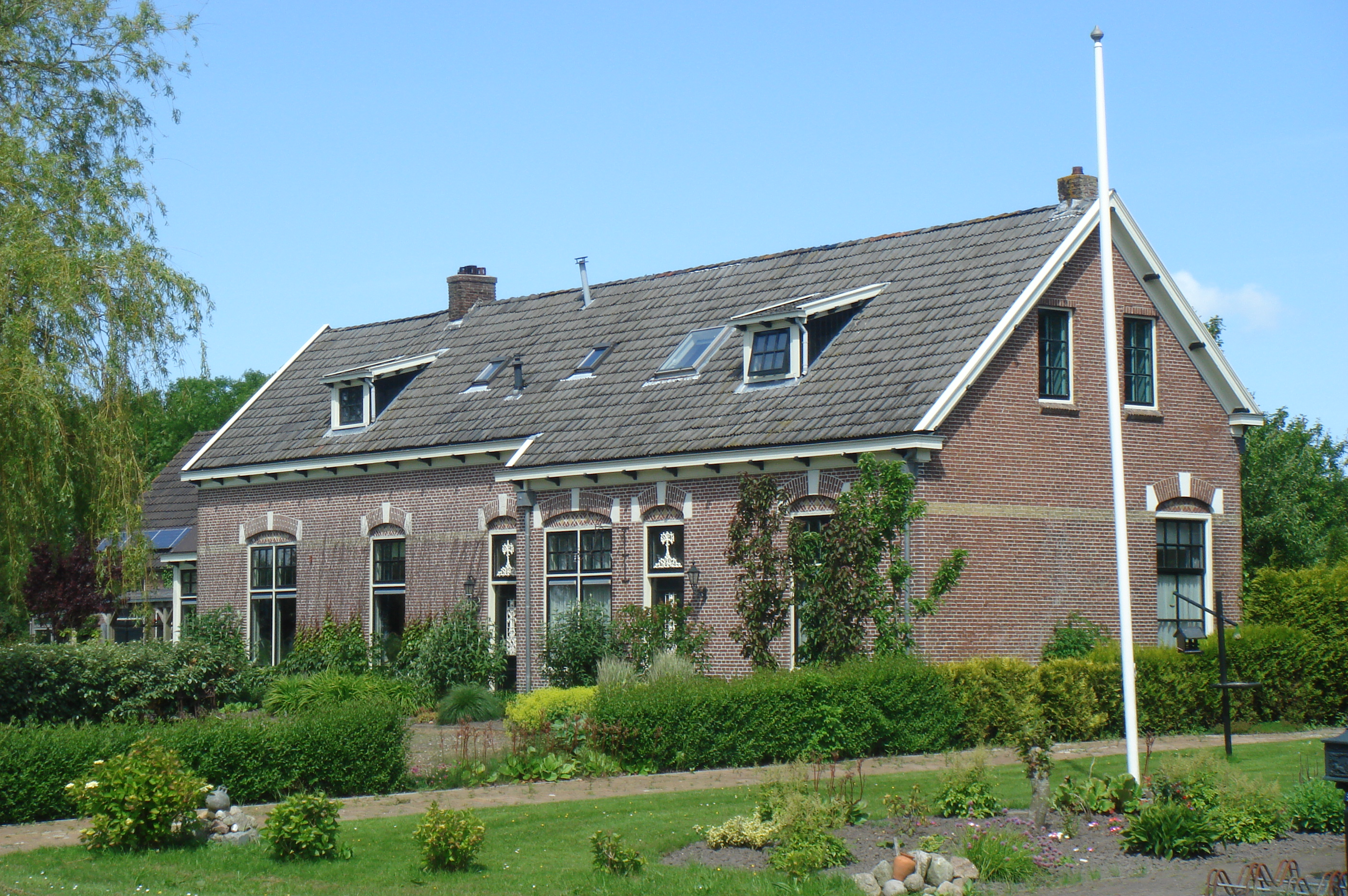
Het toenmalige treinstation

## Onderwijs
Het dorp heeft een basisschool, De Eker en een kinderopvangcentrum.

## Treinstation

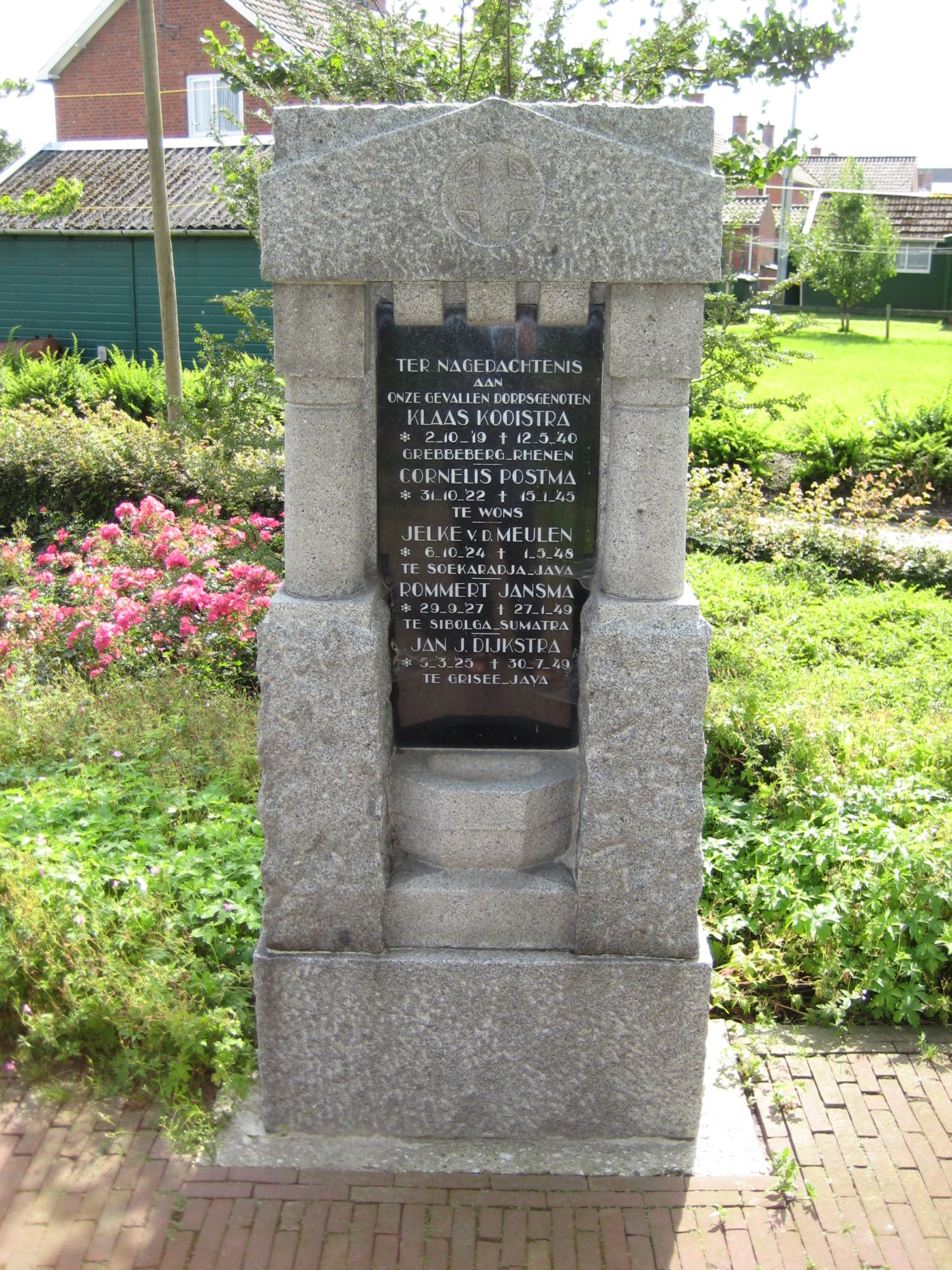
Oorlogsmonument (2008)

Anjum was van 1913 tot 1935 eindpunt van het Dokkumer lokaaltje, de spoorlijn die het dorp met Leeuwarden verbond. Het oude stationsgebouw staat er nog steeds, zie verder Station Anjum.
In 1997, toen het als pension in gebruik was, werden er door de uitbaatster daarvan twee moorden gepleegd. De Nederlandse historicus Han Israëls schreef daarover het boek Moord in Anjum..

## Bevolkingsontwikkeling
| 1954 | 1959 | 1964 | 1969 | 1974 | 1999 | 2002 | 2003 | 2004 | 2014 | 2018 | 2021 | 2023 |
| ---- | ---- | ---- | ---- | ---- | ---- | ---- | ---- | ---- | ---- | ---- | ---- | ---- |
| 1571 | 1445 | 1408 | 1357 | 1224 | 1167 | 1145 | 1150 | 1155 | 1065 | 1140 | 1155 | 1160 |

## Geboren in Anjum
- Menzo Pieter Kingma Boltjes (1880-1934), arts
- Syds Lieuwes Sijtsma (1886-1939), politicus
- Sibe van Aangium (1895-1953), jeugdboekenschrijver
- Harke Iedema (1940-2023), organist en tekenaar
- Lyanne Iedema (2006), voetbalster